# Alberto Fabra
Alberto Fabra Part (ur. 6 kwietnia 1964 w Castellón de la Plana) – hiszpański polityk i samorządowiec, działacz Partii Ludowej, burmistrz miasta Castellón de la Plana, następnie od 2011 do 2015 prezydent Walencji.

## Życiorys
Studiował architekturę na Universidad Politécnica de Valencia. W 1982 wstąpił do centroprawicowego Sojuszu Ludowego, z którym później współtworzył Partię Ludową. W 1991 po raz pierwszy wybrany na radnego rodzinnej miejscowości, wchodził w skład miejskiej egzekutywy, odpowiadając m.in. za sprawy młodzieży i środowiska, następnie za planowanie przestrzenne. Od 2005 do 2011 sprawował urząd burmistrza Castellón de la Plana. W 2011 objął stanowisko prezydenta wspólnoty autonomicznej Walencji. Zakończył urzędowanie po wyborach regionalnych w 2015, kiedy to władzę w regionie przejęła lewica. Utrzymał wówczas po raz trzeci mandat posła do kortezów regionalnych (wcześniej był wybierany w 2007 i 2011). Również w 2015 regionalny parlament powołał go w skład Senatu. W wyborach regionalnych w 2023 ponownie uzyskał natomiast mandat posła do kortezów Walencji.
Również w 2023 wybrany w skład Kongresu Deputowanych.